# Абдельжаліль Хадда
Абдельжаліль Хадда (араб. عبدالجليل حدا; нар. 23 березня 1972, Мекнес) — марокканський футболіст, що грав на позиції нападника.

## Клубна кар'єра
Розпочав грати у футбол в клубі «КОД Мекнес» з рідного міста. Він грав у клубі два роки. Перед початком сезону 1996/97 гравець вирішив покинути Африку і перейшов в саудівський «Аль-Іттіхад». Він зіграв лише один сезон в Джидді, після чого повернувся в Африку, в Туніс, де відіграв сезон в тодішньому переможці арабської Ліги чемпіонів, «Клуб Африкен».
1998 року став гравцем клубу іспанської Сегунди «Спортінг» (Хіхон). У першому сезоні грав досить регулярно, провівши 23 гри та забивши 4 голи. Наступні два роки виявилися не такими успішними — Хадда зіграв 12 разів і забив 2 голи. Також на правах оренди грав у японському клубі «Йокогама Ф. Марінос» (з лютого по березень 2000 року).
Після сезону 2000/01 гравець повернувся в Африку. Спочатку він ще сезоні пограв за «Клуб Африкен», а потім повернувся на батьківщину, де грав за клуби «МАС Фес» та «КОД Мекнес», в якому і закінчив кар'єру у 2004 році.

## Виступи за збірну
Дебютував 1996 року в офіційних матчах у складі національної збірної Марокко. Брав участь в чемпіонаті світу 1998 року (де він забив два голи у зустрічах з Норвегією і Шотландією), а також в Кубку африканських націй в 1998, 2000 та 2002 роках.
У формі головної команди країни зіграв 41 матчі.

## Статистика
| Збірна Марокко | Збірна Марокко | Збірна Марокко |
| Роки           | Ігри           | голи           |
| -------------- | -------------- | -------------- |
| 1996           | 4              | 3              |
| 1997           | 2              | 1              |
| 1998           | 9              | 4              |
| 1999           | 7              | 3              |
| 2000           | 5              | 2              |
| 2001           | 10             | 4              |
| 2002           | 4              | 2              |
| Усього         | 41             | 19             |